# Quincula lobata
Quincula lobata (Syn. Physalis lobata) ist eine Pflanzenart in der Familie der Nachtschattengewächse (Solanaceae). Es ist die einzige Art der Gattung Quincula.

## Beschreibung

### Vegetative Merkmale
Quincula lobala sind ausdauernde, krautige Pflanzen, die eine Höhe von etwa 30 cm erreichen. Die Sprossachse verzweigt bereits kurz über der Basis. Arteigen ist eine teilweise sehr dichte Behaarung aus weißlichen, feuchten, drüsigen und kristallhaltigen Trichomen. Diese können sehr dicht, aber auch spärlich stehen, so dass die oberirdischen Teile der Pflanze teilweise ein schorfiges Aussehen erhalten.
Die Laubblätter haben eine membranartige Blattspreite, die elliptisch oder eng elliptisch geformt und nach vorn zugespitzt ist, die Basis ist spitz zulaufend, fiederspaltig oder fiederteilig, wobei meist drei Paare größerer Segmente abwechselnd mit kleineren Segmenten stehen. Die basal stehenden Blätter sind teilweise auch ganzrandig, selten gewellt-gezähnt. Sie haben eine Länge von 3,3 bis 4,5 (in Extremfällen auch bis 10) cm und eine Breite von (±0,5) 1,5 bis 4,6 cm.

### Blütenstände und Blüten
Die Blüten stehen an 0,5 bis 3,5 cm langen Blütenstielen in Gruppen von bis zu fünf, nur selten stehen sie einzeln. Der Kelch ist 3 bis 5 (6,2) mm lang, glockenförmig und mit drüsigen Trichomen besetzt. Die Kelchzipfel sind dreieckig, kürzer als die Kelchröhre. Die blaue, violette oder selten auch weiße Krone ist radförmig, hat einen Durchmesser von 9 bis 14 (±20) mm, Kronzipfel sind kaum ausgeprägt. Die fünf Staubblätter sind gleichgestaltig, nicht über die Krone hinausstehend und sind im unteren Viertel der Kronröhre fixiert. Kurz oberhalb der Ansatzpunkte befinden sich auf den Kronblättern fünf Felder mit einfachen und verzweigten Trichomen. Die Staubbeutel sind an der Vorderseite der Basis an den Staubfäden fixiert, 1,8 bis 2,3 mm lang, die Theken stehen im unteren Viertel frei voneinander. Der Fruchtknoten ist zweiblättrig, die kreisförmigen Nektarien sind nicht sehr auffällig. Der Griffel steht terminal, ist leicht umgekehrt pfriemförmig, in der Knospe aufgerollt, während der Blüte gebogen.

### Früchte
Die Früchte sind kleine Beeren mit 6 bis 8 mm Durchmesser, die etwa 18 bis 20 Samen enthalten. Die Basis der Frucht ist eingestülpt, das Perikarp ist dünn und zerbricht leicht in unregelmäßige Stücke. Steinzellen sind nicht vorhanden. Die komplette Frucht ist von dem sich vergrößernden Kelch umschlossen, der dann eine Länge von 15 bis 20 mm besitzt. Die Samen sind nierenförmig und eingedrückt, sie haben eine Länge von 1,8 bis 4 mm. Gegenüber dem Hilum ist der Rand der Samen unregelmäßig geformt und etwas gekerbt. Die Kotyledonen sind länger als das restliche Embryo. Endosperm ist reichlich ausgeprägt.

### Sonstige Merkmale
Die Basischromosomenzahl ist {\displaystyle x=11}, polyploide Vertreter mit {\displaystyle 2n=2x=22} und {\displaystyle 2n=4x=44} sind bekannt und recht häufig. Zweimal wurde {\displaystyle n=12} festgestellt, einmal auch {\displaystyle 2n=20}.

## Verbreitung und Standorte
Quincula lobata ist im Südwesten der USA verbreitet und kommt dort in den Bundesstaaten Oklahoma, dem westlichen Kansas, Nevada, dem östlichen Colorado, New Mexico, dem südlichen Arizona sowie Texas vor. Die südliche Grenze des Verbreitungsgebietes erreicht auch den Norden Mexikos, dort die Bundesstaaten Chihuahua, Coahuila, Tamaulipas und Sonora.
Die Pflanze kommt als Xerophyt in Wüstengebieten und anderen gestörten Habitaten vor.